# 1971

## Esdeveniments
Països Catalans
- 24 d'octubre, seu de l'ONU, Nova York: Pau Casals aprofita el concert que hi dirigeix per donar a conèixer al món la situació de Catalunya amb un emocionat I am a Catalan.
- 7 de novembre, Barcelona: Es funda l'Assemblea de Catalunya a l'església de Sant Agustí.

Resta del món
- 30 de maig, EUA: La NASA llança la missió espacial Mariner 9
- 8 d'octubre, Regne Unit: John Lennon hi publica Imagine.
- Es funda al Kurdistan Iraquià el partit polític Komala/Iraq.
- Es publica The Anarchist Cookbook, llibre de William Powell, escrit com un manifest contra el govern dels Estats Units i la Guerra del Vietnam.

### Cinema i televisió

| M/d   | Direcció        | Títol              | Gènere |
| ----- | --------------- | ------------------ | ------ |
|       |                 | Benvingut al club  |        |
| 04/26 | Roberto Bodegas | Españolas en París | drama  |
|       |                 | Las melancólicas   |        |

### Premis Nobel
| Camp                  | Guardonats                   |
| --------------------- | ---------------------------- |
| Física                | - Dennis Gabor               |
| Química               | - Gerhard Herzberg           |
| Medicina o Fisiologia | - Earl Wilbur Sutherland Jr. |
| Literatura            | - Pablo Neruda               |
| Pau                   | - Willy Brandt               |
| Economia              | - Simon Kuznets              |

## Naixements
Les persones nascudes el 1971 faran 54 anys durant el 2025
Països Catalans
- 5 de gener, 
  - Washington DC: Carolina Punset Bannel, advocada i política valenciana vinculada al moviment ecologista, eurodiputada.[1]
  - Alacant: María Trinidad Amorós Fillol, tècnica educativa i política alacantina, ha estat diputada a les Corts Valencianes.[2]
- 16 de gener, Barcelona: Sergi Bruguera i Torner, tennista català.
- 18 de gener, Santpedor, Bages: Josep Guardiola i Sala, futbolista i entrenador de futbol català.
- 24 de gener, Terrassa, Vallès Occidental: Sònia de Ignacio-Simó i Casas, jugadora d'hoquei sobre herba catalana.[3]
- 30 de gener, Alacant: Beatriz Gascó Verdier, enginyera agrícola i política valenciana, diputada a les Corts Valencianes en la IX legislatura.[4]
- 6 de febrer, Reus: Elisabeth Cebrián Scheurer, o Betty Cebrián, jugadora catalana de bàsquet professional.[5]
- 25 de febrer, Badalona, Província de Barcelona: Antoni Pinilla i Miranda, futbolista català.
- 13 de març, Esplugues de Llobregat: Carme Chacón, política catalana del PSC, ministra a diversos governs d'Espanya. (m. 2017).[6]
- 24 de març, Barcelona: Maria Dolors Camats, política catalana.[7]
- 6 d'abril, Girona: Anna Caula Paretas, entrenadora esportiva i política catalana, ha estat diputada al Parlament de Catalunya.[8]
- 10 d'abril, Mataró, Maresme: Sílvia Abril Fernández, actriu catalana.[9]
- 19 de maig, Badalona, Barcelonès: Lídia Heredia, periodista catalana.
- 27 de maig, Barcelona: Ricard Torquemada, periodista esportiu català.
- 3 de juny, Reus: Lourdes Ciuró, política i advocada, ha estat regidora a l'Ajuntament de Sabadell i diputada al Congrés.[10]
- 7 de juny, Barcelona: Névoa, cantant de fados catalana.[11]
- 19 de juny, València: Nacho Fresneda, actor valencià.
- 22 de juny, Sant Feliu de Buixalleu, Selva: Quim Masferrer, actor, director de teatre, guionista i presentador de televisió català.
- 17 de juliol, Artà: Joana Aina Ginard Brunet, "Butlera", actual creadora de l'Argument de Sant Antoni des de l'any 2006.
- 18 de juliol, Barcelonaː Ana María Martínez-Pina, jurista espanyola que ha estat vicepresidenta de la CNMV.[12]
- 3 d'agost, Figueres, Alt Empordà: Àngels Bassas, actriu i escriptora catalana.[13]
- 11 d'agost, Inca, Mallorca: Francina Armengol, política mallorquina que presideix el Govern de les Illes Balears des de 2015.[14]
- 2 d'octubre, Igualada: Jordina Sales Carbonell, historiadora i arqueòloga catalana especialista en cristianisme antic.[15]
- 11 d'octubre, Sabadell, Vallès Occidental: Anna Comellas Vila-Puig, violoncel·lista catalana.[16]
- 11 de novembre, París / València: Christelle Enguix, poeta valenciana que viu i treballa a Arenys de Mar.
- 18 de desembre, Barcelona: Arantxa Sánchez Vicario, tennista catalana retirada.[17]
- 28 de desembre, les Franqueses del Vallès, Vallès Oriental: Sergi Barjuan i Esclusa, futbolista català retirat i entrenador.
- 31 de desembre, Barcelona: Iolanda Batallé i Prats, periodista, editora i escriptora catalana, directora de l'Institut Ramon Llull.[18]
- El Vendrell: Roser Pros-Roca, escriptora i periodista catalana
- Bèrgam: Marco Noris, artista italià que viu i treballa a Barcelona.
- València: Josep Chapa Mingo, escriptor

Resta del món
- 26 de gener, Sevilla: Clara Grima Ruiz, matemàtica, professora i divulgadora científica espanyola.[19]
- 30 de gener: Assaf Amdurski, cantant, compositor i productor musical israelià.
- 3 de febrer, Essex: Sarah Kane, dramaturga britànica, referent del teatre contemporani (m. 1999).[20]
- 4 de febrer, Los Angeles, Califòrnia, EUA: Eric Garcetti, alcalde de Los Angeles.
- 1 de març, Bronx, Nova York: Cara Buono, actriu estatunidenca coneguda pels papers a les telesèries The Sopranos o Mad Men.[21]
- 3 de març, Essex: Sarah Kane, dramaturga britànica, referent del teatre contemporani (m.1999).[20]
- 4 de març, La Esperanza, Hondures: Berta Cáceres, activista ambientalista que morí assassinada (m. 2016).[22]
- 23 de març, Vancouver: Jody Wilson-Raybould, política canadenca kwakiutl, ha estat ministra de Justícia; primera persona indígena a ser nomenada per a aquesta posició.[23]
- 28 de març, Sant Sebastià: Bakartxo Tejeria, advocada i presidenta del Parlament Basc durant tres legislatures.[24]
- 3 d'abril, Riga, Letònia (aleshores Unió Soviètica)ː Dace Melbārde, política letona, eurodiputada, fou ministra de Cultura.[25]
- 7 d'abril, París, França: Guillaume Depardieu, actor francès.
- 12 d'abril, Ciutat de Luxemburg: Myriam Muller, actriu de cinema i teatre luxemburguesa.[26]
- 24 d'abril, Torí, Itàlia: Stefania Rocca, actriu italiana.[27]
- 26 d'abril, Roma: Giorgia, cantautora i cantant italiana.[28]
- 2 de maig, Cuntis: Ana Miranda Paz, política i jurista gallega, que ha estat diputada del BNG al Parlament Europeu.[29]
- 7 de maig, Clichy: Thomas Piketty, economista francès.[30]
- 14 de maig, Nova York: Sofia Coppola, directora de cinema, guionista, productora i dissenyadora de moda estatunidenca.[31]
- 31 de maig, Günzburgː Diana Damrau, soprano de coloratura alemanya.[32]
- 4 de juny, Londres, Anglaterra: James Callis, Actor britànic.
- 10 de juny, Valladolid: Soraya Sáenz de Santamaría, política i jurista que fou ministra i vicepresidenta del Govern d'Espanya.[33]
- 16 de juny, East Harlem, Nova York, (EUA): Tupac Shakur, raper estatunidenc, considerat com l'artista del seu gènere amb major quantitat de discos venuts de rap a nivell mundial (m. 1996).[34]
- 20 de juny, Little Rock, Arkansas, EUA: Josh Lucas, actor estatunidenc.
- 23 de juliol, Decatur, Illinois, EUA: Alison Krauss, cantant i violinista de bluegrass estatunidenca.[35]
- 4 d'agost, Hokkaido: Sou Fujimoto, arquitecte.
- 7 d'agost, Segòvia: Eva Hache, actriu, presentadora, comediant i locutora espanyola.[36]
- 9 d'agost, Alep, Síria: Carolin Tahhan Fachakh, monja siriana, Premi Internacional Dona Coratge 2017.[37]
- 19 d'agost, Santo Domingo: Mary Joe Fernández, tennista estatunidenca guanyadora de tres medalles olímpiques.[38]
- 22 d'agost, Leicester, Anglaterra: Richard Armitage Actor britànic.
- 28 d'agost, Fullerton, Califòrnia, USA: Janet Evans, nedadora nord-americana, campiona olímpica en diverses edicions dels Jocs.[39]
- 29 d'agost, Lisboa: João Lopes Marques, periodista
- 3 de setembre - Chandigar (Índia): Kiran Desai, escriptora índia. La seva novel·la L'herència de la pèrdua va guanyar el Premi Man Booker i el premi del National Book Critics Circle.[40]
- 18 de setembre - Krasnodar (Rússia): Anna Netrebko (en rus: Анна Юрьевна Нетребко), soprano russa nacionalitzada austríaca des del 2006.[41]
- 20 d'octubre:
  - Long Beach, Califòrnia, EUA: Snoop Dogg, actor i cantat de rap estatunidenc.[42]
  - Melbourne, Victoria, Austràlia: Dannii Minogue, actriu i cantant australiana.[43]
- 22 d'octubre, East Providence, Rhode Island: Jennifer Lee, guionista, directora i productora estatunidenca.[44]
- 27 d'octubre, Le Raincy: Thierry Démarez, dibuixant.
- 13 de setembre, Londres, Anglaterra: Stella McCartney, dissenyadora britànica.[45]
- 18 de setembre, Plano (Texas), EUA: Lance Armstrong, ciclista estatunidenc.
- 6 de novembre, 
  - Pointe-à-Pitre, Guadalupe: Laura Flessel-Colovic, tiradora d'esgrima francesa, medallista olímpica, que fou Ministra d'Esports.[46]
  - Kyoto: Tetsuji Hiratsuka, golfista japonès.
- 10 de novembre, Holstebro, Dinamarca: Anne Fortier, escriptora canadencodanesa.[47]
- 15 de novembre - Wellesley: Jay Harrington, actor estatunidenc.
- 2 de desembre, Hoboken: Pia Guerra, dibuixant de còmics estatunidenca.[48]
- 3 de desembre, 
  - Sundsvall: Kristina Sandberg, novel·lista sueca.[49]
  - Cospicua: Simone Inguanez, escriptora i poetessa de Malta, que escriu els seus poemes en llengua maltesa.[50]
- 21 de desembre - Malmö, Suècia: Alice Bah Kunke, presentadora de televisió i política.[51]
- Nicaragua: Jessica Lagunas, artista i dissenyadora gràfica
- Noemí Villamuza, il·lustradora espanyola.

- Budapest: Carlos Spottorno, fotògraf i publicista espanyol.
- Quimper: Ronan Bouroullec, dissenyador.
- Londres: William Sutcliffe, novel·lista britànic.
- Gap: Rébecca Dautremer, il·lustradora.

## Necrològiques
Països Catalans
- 26 de gener, Sabadell: Lluís Mas i Gomis, teòric tèxtil i historiador català.
- 1 d'abril, Sabadell: Gertrudis Artigas i Setó, professora de l'Escola Industrial i directora de l'Escola de Sargidores.[52]
- 5 de maig, Barcelona: Manuel Rius i Rius, polític català, fill de Francesc de Paula Rius i Taulet i segon marquès d'Olèrdola (n. 1883).[53]
- 19 de maig, Barcelona: Ferran Soldevila i Zubiburu, historiador i escriptor català (n. 1894).[54]
- 26 de juny, Barcelona: Joan Manén i Planas, virtuós del violí i compositor.[55]
- 8 d'agost, Sabadell: Joan Sallarès i Castells, llibreter, escriptor i editor català.[56]
- 15 d'agost, Viena, Àustria: Joan Prat i Esteve, àlies Armand Obiols, periodista i crític literari català.[57]
- 24 de setembre, Barcelona: Mercè Rubiés Monjonell, mestra i escriptora catalana (n. 1884).[58]
- 11 de novembre, València: Nicolau-Primitiu Gómez i Serrano, historiador i empresari valencià (94 anys).
- 1 de desembre, València: Olimpia Arozena Torres, primera professora de la Universitat de València (n- 1902).[59]
- 3 de desembre, Madrid: Rafael Rivelles Guillem, actor valencià (72 anys).

Resta del món
- 10 de gener, París, França: Coco Chanel, modista francesa (n. 1883).[60]
- 7 de febrer, Magúncia: Emy Roeder, escultora i dibuixant alemanya (n. 1890).[61]
- 25 de febrer, Kopparberg, Suècia: Theodor Svedberg, químic suec, Premi Nobel de Química de 1926 (n. 1884).
- 7 de març, Londres, Stevie Smith, poeta i novel·lista britànica (n. 1902).[62]
- 11 de març, 
  - Ginebra, Suïssa: Mina Audemars, institutriu i pedagoga suïssa.[63]
  - El Caire, Egipte: Walter Bryan Emery, egiptòleg anglès (n. 1903).[64]
- 3 d'abril, Höllriegelskreuth, Alemanya: Gertrud Kappel, cantant d'òpera alemanya, especialista en les òperes de Wagner (n. 1884).[65]
- 6 d'abril, Nova York, EUA: Ígor Stravinski, compositor rus (n. 1882).[66]
- 12 d'abril, Vladivostok (Rússia): Ígor Tamm, físic sovietic, Premi Nobel de Física de l'any 1958 (n. 1895).[67]
- 21 d'abril, Port-au-Prince, Haití: François Duvalier - Papa Doc - President d'Haití (1957-71) instaurà un règim basat en el terror mediatitzat pels Tonton Macoutes (n. 1907).[68]
- 5 de maig, Oxford, Anglaterra: William David Ross KBE, filòsof (94 anys).[69]
- 6 de maig, Berlín: Helene Weigel, actriu i directora del Berliner Ensemble (n. 1900).[70]
- 24 de maig, Japó: Raichō Hiratsuka, activista social, escriptora i pionera del femenisme al Japó (n. 1886).
- 11 de juny: Bert Ambrose, director d'orquestra
- 15 de juny, Salamanca (Espanya): Wendell Meredith Stanley, químic i bioquímic estat-unidenc, Premi Nobel de Química de l'any 1946 (n. 1904).[71]
- 18 de juny, Zúric (Suïssa): Paul Karrer, Premi Nobel de Químic de 1937 (n. 1889).[72]
- 25 de juny:
  - Ginebra: Blanche Richard, primera dona a accedir a la magistratura judicial a Suïssa.
  - Glasgow (Escòcia): John Boyd Orr, biòleg i polític escocès, Premi Nobel de la Pau de 1949 (n. 1880).[73]
- 1 de juliol, Ipswich, Anglaterra: William Lawrence Bragg, físic australià, Premi Nobel de Física de l'any 1915 (n. 1890).[74]
- 3 de juliol, París, França: Jim Morrison, músic de rock, cantant de The Doors (28 anys).
- 6 de juliol, Nova York, EUA: Louis Armstrong, trompetista i cantant de jazz estatunidenc (69 anys).[75]
- 26 de juliol, Greenwich (Nova York): Diane Arbus, fotògrafa estatunidenca (n. 1923).[76]
- 23 d'agost, L'Havana, Cuba: Gisela Hernández, compositora, pedagoga, directora coral i investigadora cubana (n. 1912).[77]
- 27 d'agost, Chicago: Lil Hardin, pianista, compositora, arreglista, directora i cantant de jazz americana (n. 1898).[78]
- 6 de setembre, Nova York: Elizabeth Hawes, dissenyadora de roba nord-americana.[79]
- 11 de setembre, Moscou, URSS: Nikita Khrusxov, primer secretari del PCUS i primer ministre de la Unió Soviètica (76 anys).[80]
- 16 de setembre, Virginia: Agnes Meyer Driscoll, coneguda com a Madame X, criptoanalista estatunidenca (n. 1889).
- 20 de setembre, Atenes, Grècia: Giorgos Seferis, diplomàtic i poeta grec, Premi Nobel de Literatura 1963 (71 anys).[81]
- 21 de setembre, Buenos Aires (Argentina): Bernardo Alberto Houssay, farmacèutic i metge argentí, Premi Nobel de Medicina o Fisiologia de 1947 (n. 1887).
- 23 de setembre, Princeton, Nova Jersey, Estats Units: James Alexander, matemàtic estatunidenc (83 anys).
- 27 de setembre, Avilés, Astúriesː Julia Montoussé Fargues, inventora, juntament amb la seva filla, del pal de fregar.[82]
- 2 d'octubre, Anglaterraː Marie Lebour, biòloga marina i il·lustradora científica britànica (n. 1876).[83]
- 29 d'octubre, Uppsala (Suècia): Arne Tiselius, bioquímic suec, Premi Nobel de Química de 1948 (n. 1902).[84]
- 5 de novembre, Istanbul, Turquia: Yaşar Nezihe Hanım, poetessa turca (n. 1882).
- 28 de novembre, Caire Wasfi al-Tall, tres cops primer ministre de Jordània assassinat per l'organització Setembre Negre
- 9 de desembre, Nova York (EUA): Ralph Bunche, politòleg i diplomàtic nord-americà, Premi Nobel de la Pau de l'any 1950 (n.1904).

- 13 de desembre, París, França: Dita Parlo, actriu cinematogràfica (65 anys).
- 22 de desembre, Madrid: Amàlia de Isaura, cantant cupletista i actriu de teatre i de cinema espanyola.[85]
- 23 de desembre, Torí: Alessandro Cagno, pilot
- Equador: Dolores Cacuango, dirent indígena
- Còrdova: Ramon Carreras i Pons, mestre i polític